# جويل برودا
جويل برودا هو لاعب هوكي جليد كندي، ولد في 24 نوفمبر 1989 في برينس ألبرت في كندا.

## وصلات خارجية
- جويل برودا على موقع دوري الهوكي الوطني (الإنجليزية)
- جويل برودا على موقع EliteProspects.com (الإنجليزية)
- جويل برودا على موقع HockeyDB.com (الإنجليزية)